# Folis
Folis (latinsko follis, grško starogrško φόλλις [fólis], arabsko fals) je bil rimski in bizantinski kovanec.

## Rimski kovanec
Rimski folis je bil velik bronast kovanec, ki so ga začeli kovati med Dioklecijanovo denarno reformo okoli leta 294. Njegovo pravi naziv ni znan. Tehtal je približno 10 gramov. Vseboval je približno 4 % srebra, večinoma v površinskem sloju. Beseda follis pomeni (praviloma usnjeno) vrečo. Obstajajo dokazi, da se je v antiki izraz follis uporabljal za zapečateno vrečo, ki je vsebovala določeno število kovancev. Ime bi lahko izhajalo tudi iz grške besede φολίς [folís],  ki pomeni tanek sloj kovine, nanešen na površino  različnih predmetov, ker je bil folis sprva posrebren. 
Dioklecijanov folis se je kljub temu, da so se cene poskušale regulirati z Odlokom o maskimalnih cenah (301), razvrednotil in zmanjšal. Do vladavine cesarja Konstantina (vladal 324-337) je bil že skoraj brez srebra.  Sredi 4. stoletja so izdali serijo tako imenovanih konstantinskih bronastih kovancev, ki so kljub posebnemu poimenovanju nejasni in so tako med zgodovinarji kot numizmatiki še vedno predmet razprav.  Označujejo se z AE1, AE2, AE3 in AE4. Največji ima v premer preko 25 mm, najmanjši pa v povprečju 15 mm.
| AE1           | AE2        | AE3        | AE4            |
| ------------- | ---------- | ---------- | -------------- |
| več kot 25 mm | 21 – 25 mm | 17 – 21 mm | manj kot 17 mm |

## Bizantinski kovanec
Folis je  kot velik bronast kovanec, vreden 40 numusov, ponovno uvedel cesar Anastazij I.  z denerno reformo leta 498. Istočasno je uvedel tudi več bronastih kovancev z manjšimi vrednostmi, označenimi z grškimi številkami:  M (folis), K (semifolis, pol folisa) in I (dekanumij, deset  numusov).  
Anastazijev folis je upodobljen na hrbtni strain makedonskega kovanca za 50 denarjev, izdanega leta 1996. 

## Fals
Fals (popačenka naziva folis) je bil bronast kovanec, ki so ga kovali v Umajadskem in Abasidskem kalifatu v poznem 8. stoletju, in je bil sprva imitacija bizantinskega folisa.

## Sklica
1. ↑  Describing ancient coins Arhivirano 2006-10-06 na Wayback Machine.. Pridobljeno 5. novembra 2011.[Mrtva povezava].
2. ↑   National Bank of the Republic of Macedonia. Makedonska valuta. 50 denarjev. Pridobljeno 30. marca 2009.